# Cao Shuo
Cao Shuo (chiń. 曹硕; ur. 8 października 1991 w Baoding) – chiński lekkoatleta, trójskoczek, uczestnik igrzysk olimpijskich, były halowy rekordzista kraju.
W 2010 triumfował na mistrzostwach Azji juniorów oraz zdobył brąz igrzysk azjatyckich. W 2012 sięgnął po srebro halowych mistrzostw Azji w Hangzhou. Startował na igrzyskach olimpijskich w Londynie, na których zajął 20. miejsce w eliminacjach i nie awansował do finału. Mistrz Azji z Pune (2013). W 2014 zdobył złoto igrzysk azjatyckich w Incheon. W 2015 sięgnął po srebrny medal mistrzostw Azji. Medalista mistrzostw Chin i chińskiej olimpiady narodowej.
Rekordy życiowe: stadion – 17,35 (14 kwietnia 2012, Zhaoqing); hala – 17,01 (19 lutego 2012, Hangzhou) były rekord Chin.

## Osiągnięcia
| Rok  | Impreza                   | Miejsce        | Lokata            | Wynik  |
| ---- | ------------------------- | -------------- | ----------------- | ------ |
| 2010 | Mistrzostwa Azji juniorów | Hanoi          | 1. miejsce        | 16,84w |
| 2010 | Igrzyska azjatyckie       | Kanton         | 3. miejsce        | 16,84  |
| 2012 | Halowe mistrzostwa Azji   | Hangzhou       | 2. miejsce        | 17,01  |
| 2012 | Igrzyska olimpijskie      | Londyn         | el. – 20. miejsce | 16,27  |
| 2013 | Mistrzostwa Azji          | Pune           | 1. miejsce        | 16,77  |
| 2013 | Igrzyska Azji Wschodniej  | Tiencin        | 2. miejsce        | 16,15  |
| 2014 | Halowe mistrzostwa świata | Sopot          | 7. miejsce        | 16,55  |
| 2014 | Puchar interkontynentalny | Marrakesz      | 5. miejsce        | 16,83  |
| 2014 | Igrzyska azjatyckie       | Inczon         | 1. miejsce        | 17,30  |
| 2015 | Mistrzostwa Azji          | Wuhan          | 2. miejsce        | 16,77  |
| 2015 | Mistrzostwa świata        | Pekin          | el. – 15. miejsce | 16,66  |
| 2016 | Halowe mistrzostwa Azji   | Doha           | 6. miejsce        | 15,76  |
| 2016 | Igrzyska olimpijskie      | Rio de Janeiro | 4. miejsce        | 17,13  |
| 2018 | Igrzyska azjatyckie       | Dżakarta       | 3. miejsce        | 16,56  |